# حسین زنده‌رودی
حسین زنده‌رودی (زاده ۱۳۱۶ خورشیدی در تهران)، که در خارج از ایران با نام شارل حسین زنده‌رودی شناخته می‌شود، نقاش معاصر ایرانی است. او از بنیانگذاران مکتب سقاخانه و پیشگامان شیوه نقاشیخط در ایران است و با استفاده از نمادهای هنر سنتی ایران و همچنین خوشنویسی، روشی تازه را در هنرهای تجسمی ایران به وجود آورد.

## زندگی

نقاشی «شیر و خورشید» از زنده‌رودی. در این اثر پیش‌زمینه‌های ایرانی–مذهبی مکتب سقاخانه و نیز سبک وی در بهره‌گیری از ترکیب اعداد و خطاطی به شکل نقاشی به خوبی دیده می‌شوند. موزه دانشگاه نیویورک.

حسین زنده‌رودی در سال ۱۳۳۵ وارد هنرستان هنرهای زیبای تهران شد. اولین اثر نقاشی خود را در طول دوران تحصیل در هنرستان پدیدآورد. او در این دوران، شاگرد مارکو گریگوریان بود و اثر مشهور "این حسین کیست که عالم همه دیوانه اوست" را در همین دوران خلق می‌کند. تناولی که استاد او در هنرکده هنرهای تزئینی بود، با دیدن این اثر او را به آتلیه خود، آتلیه کبود، دعوت می‌کند تا با دراختیار گذاشتن امکانات خودش، زنده‌رودی را تشویق به خلق آثار بیشتری کند و آثارش را در "آتلیه کبود" به نمایش بگذارد. زنده‌رودی در بیست و دو سالگی به پاریس رفت و در بی‌ینال ۱۹۶۱ پاریس برنده جایزه شد و یک بورس تحصیلی به او تعلق گرفت.
در کنار پرویز تناولی، او یکی از مهم‌ترین چهره‌های مکتب سقاخانه محسوب می‌شود هرچند او در مصاحبه با دو هفته‌نامه تندیس این نسبت داشتن با مکتب را نفی می‌کند و سقاخانه را مترادفی با نام خودش می‌داند. حسین زنده‌رودی در سال ۱۳۵۱ قرآنی نفیس با طرح‌های رنگی را از طرف انتشارات «کلوب کتاب» در پاریس منتشر کرد که جایزه «زیباترین کتاب در سال جهانی کتاب» از طرف یونسکو به آن تعلق گرفت.
آثار حسین زنده‌رودی در موزه‌های متعددی نگهداری می‌شود.
سه دهه پس از انقلاب گالری هما نخستین بار آثار این هنرمند را در کلکسیون‌های مختلفی در معرض دید علاقه‌مندان قرار داد. از جمله این دوره‌ها می‌شود به نمایش سری مهرهای زنده‌رودی در این گالری در همکاری با فریدون آو اشاره کرد.
موزهٔ بریتانیا در اردیبهشت ۱۳۹۲ بزرگداشتی به احترام این هنرمند و با سخنرانی ونیا پورتر برگزار کرده‌است.

## سبک نقاشی زنده‌رودی
حسین زنده‌رودی از ابتدا نقاشی‌های خود را با اعداد و حروف و تکرار آن‌ها خلق کرد. در آثار وی چهار عنصر آب، خاک، باد، و آتش مورد توجه قرار گرفته‌اند. هنرشناس فرانسوی ژان کلود کاریر معتقد است: "گام نهادن در آثار زنده‌رودی به معنای ترک اشکال و محیطی است که به‌طور معمول در آن زندگی می‌کنیم.

## آثار حسین زنده‌رودی در حراج بین‌المللی کریستی
در چهارمین حراج بین‌المللی کریستی(۱۱اردیبهشت ۱۳۸۷) که در دبی برگزار شد، تابلو نقاشی‌خط  چهارباغ  حسین زنده‌رودی به مبلغ یک میلیون و ۶۰۰هزار دلار فروخته شد که رکورد گران‌ترین تابلو نقاشی مدرن در تاریخ نقاشی ایران است.

صدا صبحِ زود، نام اثری از حسین زنده‌رودی است که در سال
۱۹۷۱ میلادی خلق شد. این اثر با استفاده از رنگدانه‌ها و اکریلیک روی بوم در اندازهٔ ۱۱۸ در ۱۱۲ سانتی‌متر خلق شده‌است و اکنون در مالکیت مجموعهٔ خصوصی قرار دارد.

## آثار در موزه
- موزه هنرهای معاصر تهران
- موزه هنرهای معاصر شهرداری پاریس
- مرکز فرهنگی ژرژ پمپیدو، پاریس
- مرکز ملی هنرهای معاصر پاریس
- موزه بریتانیا، لندن
- موزه هنر مدرن نیویورک
- موزه وورو وللکن کوند، رتردام، هلند
- مرکز تحقیقات زیبایی‌شناسی تورین، ایتالیا
- موزه هنرهای معاصر عمان، اردن
- موزه اشتاتن لوپنهاک، دانمارک
- موزه هنرهای زیبا، شودوفن، سوئیس
- مرکز فرهنگی مالمائو، سوئد
- موزه هنرهای مدرن آلبورگ، دانمارک[۱۰]

## جایزه‌ها
- ۱۳۳۷-انجمن ایران و آمریکا، تهران
- ۱۳۳۹- جایزه اول نمایشگاه دو ساله پاریس
- ۱۳۴۰- جایزه نمایشگاه دو ساله پاریس
- ۱۳۴۱- جایزه نمایشگاه دو ساله ونیز
- ۱۳۴۲- نشان افتخار از نمایشگاه دو ساله سائوپائولو، برزیل
- ۱۳۴۹- نشان افتخار مرکز بین‌المللی تحقیقات زیبایی‌شناسی تورین، ایتالیا
- ۱۳۵۰- انتخاب به عنوان یکی از ده هنرمند زنده معاصر در منتخب نقد منتشر شده توسط نشریه فرانسوی شناخت هنر[۱۱]